# میدان نفتی عسلویه شرقی
میدان نفتی عسلویه شرقی، میدان نفتی، در جنوب ایران در ارتفاعات شمال‌غرب بندر عسلویه و میان میدان گازی تابناک و میدان عسلویه غربی، در استان بوشهر واقع شده‌است.
درجه سبکی نفت (ای.پی. آی) (API) این میدان ۴۰ است. عمق حفاری در این میدان تا عمق ۲۵۶۰ متری بوده و ذخیره درجای نفتی آن، ۵۲۵ میلیون بشکه می‌باشد. تاکنون لایه‌های مخزنی کنگان و دالان در نواحی و میدان‌ها مجاور مانند میدان تابناک، هما و شانول (منطقه عسلویه) دارای گاز طبیعی بوده‌است و این اولین بار است که، در این لایه نفت سبک کشف شده‌است. جاده دستیابی و موقعیت حفاری چاه، در منطقه سخت گذر و کوهستانی به طول ۱۰ کیلومتر در محدوده زمانی خرداد ۱۳۸۴ تا مرداد ۱۳۸۵ احداث شد.
دکل حفاری در مهرماه سال ۱۳۸۶ شروع و تا عمق ۲۵۶۰ متری، حفاری شد و در اردیبهشت ماه سال ۱۳۸۷، پس از آزمایش‌های کامل از مخزن و لایه‌های مخزنی، عملیات حفاری پایان یافت. نفت تولیدی این میدان، با توجه به تأسیسات پارس جنوبی، می‌توان به راحتی صادر کرد.